# فيمكه بول
فيمكه بول (مواليد 23 فبراير 2000) هي لاعبة ألعاب قوى هولندية متخصصة في سباق 400 متر حواجز، فازت بالميدالية البرونزية في دورة الألعاب الأولمبية الصيفية 2020. فازت بالميدالية الذهبية في سباق 400 متر في بطولة العالم عام 2023، حيث فازت بلقب بطلة العالم داخل الصالات عام 2024 وهي حاملة الرقم القياسي العالمي في سباقات المضمار القصير. وفي سباق 4 × 400 متر تتابع، فازت فازت بالميدالية الذهبية في بطولة العالم لعام 2023 وفازت بالميدالية الذهبية في بطولة العالم داخل الصالات لعام 2024 مع فريق السيدات الهولندي والميدالية الذهبية في دورة الألعاب الأولمبية الصيفية 2024 في سباق 4 × 400 متر تتابع مختلط مع فريق الهولندي المختلط في الجولة النهائية مع يوجين أومالا، ليكا كلافر، إيسايا كلاين إكينك وكاتلين بيترز في جولة التصفيات.